# Jacob de Wet (II)

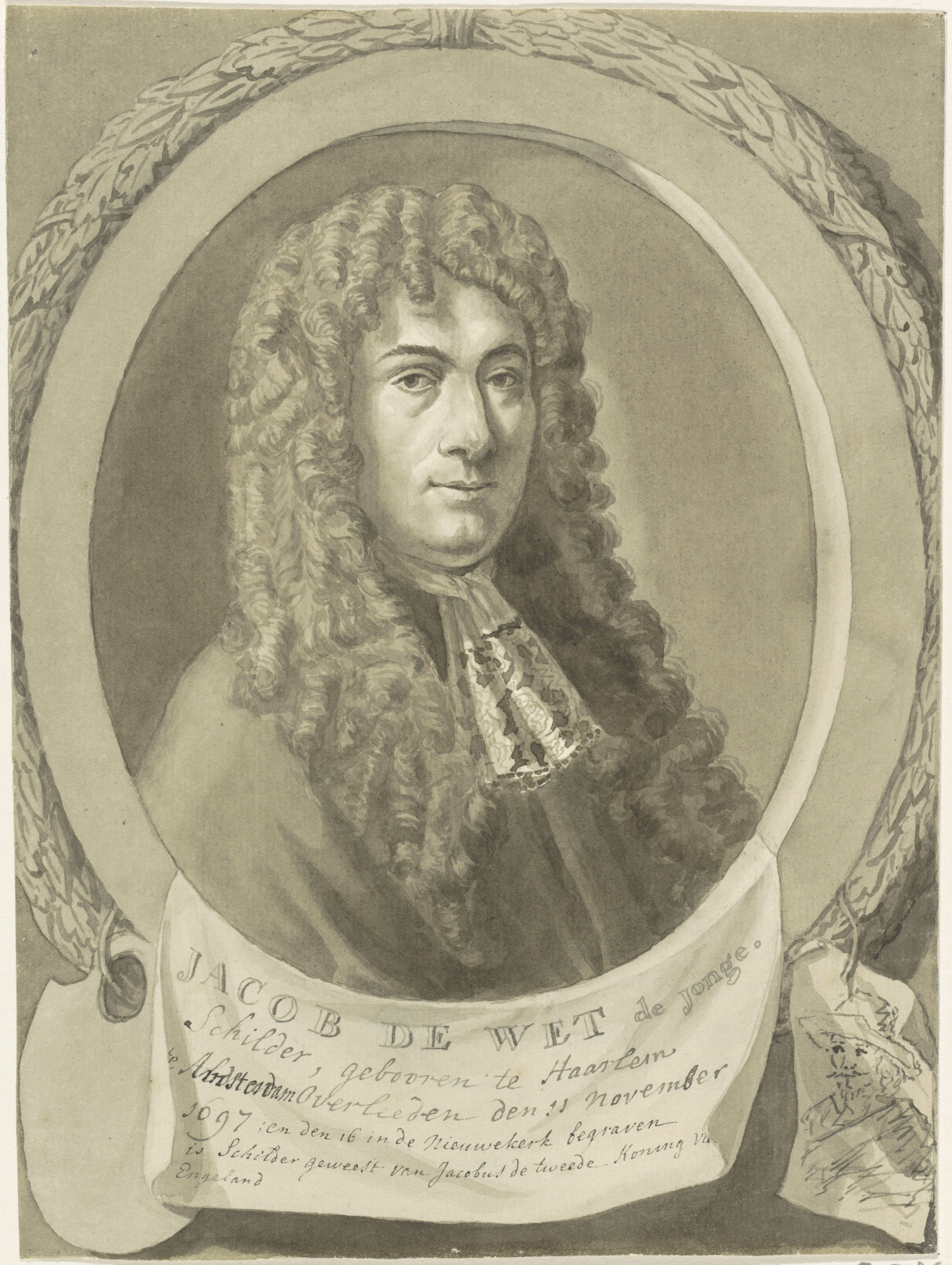
Jacob de Wet (de Jonge)

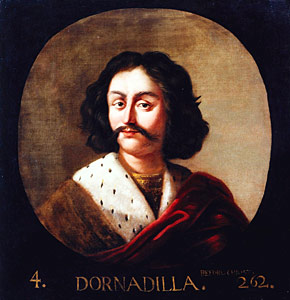
De Schotse koning Dornadilla, 1684-1686, vervaardigd in opdracht van Karel II voor het Palace of Holyroodhouse

Jacob Jacobsz. de Wet (Haarlem, 1641/42 - Amsterdam, 11 november 1697) was een Nederlands kunstschilder en tekenaar. Hij was de oudste zoon uit het tweede huwelijk van de schilder Jacob Willemsz. de Wet en was ook diens leerling. Hij wordt ook wel aangeduid als Jacob de Wet II of 'de Jongere'. Hij schilderde aanvankelijk in de stijl van zijn vader en vervaardigde landschappen, Bijbelse en mythologische taferelen, enkele stillevens en later vooral portretten.
Een aantekening in een notitieboek van zijn vader geeft aan dat deze reeds in 1658 een werk van de jonge Jacob had verkocht. Deze zal dan 16 of 17 jaar oud zijn geweest. Rond 1668 vertrok De Wet naar Amsterdam, waar hij op 28 januari van dat jaar in ondertrouw ging met Helena Stalmans. In 1673 verkreeg hij, op initiatief van de Schotse architect Sir William Bruce, een aanstelling als hofschilder voor Karel II. Hij werkte voor beide mannen en werk van De Wet is nog altijd aanwezig in de Schotse residentie van het koninklijk huis, het Palace of Holyroodhouse in Edinburgh. In 1684 was hij weer in Edinburgh, waar hij vele portretten schilderde van onder meer Schotse koningen.
in februari 1684 te Edinburgh, waar hij 110 portretten voor Holyroodhouse schilderde. De portretten vertonen weinig variatie in houding en gelaatsuitdrukking. Dit kwam waarschijnlijk deels door de beperkte beschikbare tijd en deels doordat de meeste portretten uit zijn eigen verbeelding voortkwamen. Het Schotse kasteel Glamis Castle  bezit een cassetteplafond in de kapel van zijn hand.
Rond 1691 was hij terug in Amsterdam, toen hij de erfenis van zijn vader afwikkelde. Op 16 november 1697 werd hij begraven in de Nieuwe Kerk.
- Auckland Art Gallery Toi o Tāmaki: 1725
- Gemeinsame Normdatei: 1295068516
- RKD-Nederlands Instituut voor Kunstgeschiedenis: 83917
- Union List of Artist Names: 500018881
- Virtual International Authority File: 95797192